# 米澤爾法特市鎮
米澤爾法特市鎮（丹麥語：Middelfart Kommune）是丹麥的一個市鎮，位於菲英島西北部，與日德蘭半島隔海相望，屬南丹麥大區。面積299.93平方公里，2009年人口37,625人。行政中心为米澤爾法特。
2007年1月1日由原米澤爾法特和北奧比和艾比兩個市鎮合併而成。